# Reprezentacja Izraela w piłce wodnej mężczyzn
Reprezentacja Izraela w piłce wodnej mężczyzn – zespół, biorący udział w imieniu Izraela w meczach i sportowych imprezach międzynarodowych w piłce wodnej, powoływany przez selekcjonera, w którym mogą występować wyłącznie zawodnicy posiadający obywatelstwo izraelskie. Za jej funkcjonowanie odpowiedzialny jest Izraelski Związek Pływacki (ISA), który jest członkiem Międzynarodowej Federacji Pływackiej.

## Historia
W 1937 roku reprezentacja Izraela rozegrała swój pierwszy oficjalny mecz z Grecją.

## Udział w turniejach międzynarodowych

### Igrzyska olimpijskie
Reprezentacja Izraela 3 razy występowała na Igrzyskach Olimpijskich. Najwyższe osiągnięcie to 15. miejsce w 1986 roku

### Mistrzostwa świata
Dotychczas reprezentacji Izraela żadnego razu nie udało się awansować do finałów MŚ.

### Puchar świata
Izrael żadnego razu nie uczestniczył w finałach Pucharu świata.

### Mistrzostwa Europy
Izraelskiej drużynie żadnego razu nie udało się zakwalifikować do finałów ME.